# Pódium

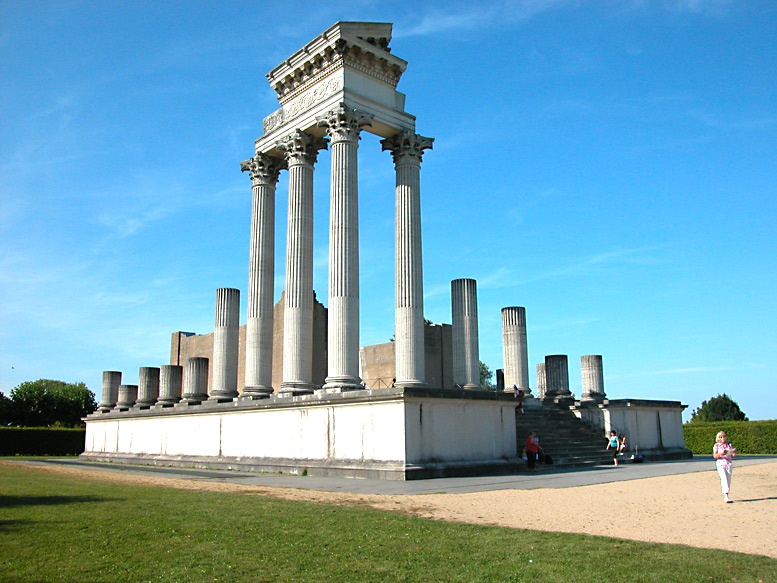
Pozůstatky římského chrámu v lokaci Xanten, který byl díky pódiu (pod úrovní sloupů) povýšen nad své okolí

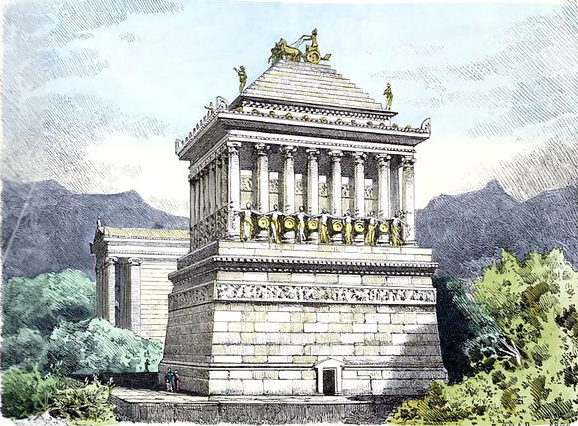
Starověké Mauzoleum v Halikarnassu mělo pódium stejně vysoké jako část od sloupů a po simu

Pódium (odvozené od řeckého slova πόδι – chodilo) je platforma, tedy vyvýšená plocha, která na vyzvedává osobu či stavbu nad své okolí. V případě lidí může pódium vyzvednout nad ostatní – například dirigenta, vítěze sportovní soutěže (stupeň vítězů) nebo řečníka. V případě architektury existují pódia, která oproti okolí povyšují celé stavby.
Pódia jsou důležitou součástí architektury již od starověku. Objevují se u antických staveb (např. chrámů), kdy se nad pódiem nachází sloupy, i u staveb moderních. Výška tohoto prvku může být různá – od metru až po celé patro. Řez pódia mívá podobnou skladbu jako piedestal (podstavec soch či pomníků). Od země začíná prvkem quadra (první vodorovná hrana oddělující terén), spira (patka, vzpěr), truncus (dřík, trup, tělo), lysis (římsa), corona, stylobat, spira. 
Příklady významných pódií jsou pozůstatky antických paláců Maison Carrée (Nîmes, 12 př. n. l.) nebo Portunův chrám (40 př. n. l.) na římském Forum Boarium.